# Ministeri de Cultura i Esport
|  | Per a altres significats, vegeu «Ministeri de Cultura i Esport de Grècia». |

El Ministeri de Cultura i Esport sovint esmentat com a Ministeri de Cultura és un dels departaments ministerials en els quals es divideix el govern d'Espanya. L'actual ministre és Ernest Urtasun Domènech.

## Orígens
Amb la fi del franquisme i la recuperació de les llibertats democràtiques es posa en evidència l'abandó quasi total de la cultura per part dels poders públics. Es feia necessari i urgent reconstruir, moltes vegades de dalt a baix, la majoria dels sectors culturals. La situació d'aquests sectors culturals era extremadament fràgil: en cinema es vivia una baixada sense precedents d'espectadors i produccions, les arts escèniques de caràcter professional eren una realitat pràcticament inexistent, menys els nuclis de Barcelona i Madrid i, en un grau menor, València i Sevilla; els museus presentaven un estat d'abandó, sense projectes ni gestió professionalitzada; les biblioteques molt per sota dels estàndards i indicadors internacionals. Un dels pocs sectors que presentaven una relativa bona salut era el del llibre, sobretot per l'exportació de llibres a l'Amèrica Llatina. És en aquest context de transició democràtica que s'ha de situar la creació, el 1977, del Ministeri de Cultura, que en un primer període (1977-1982), va eliminar la censura i va impulsar la creació de noves plataformes culturals i artístiques, com el Centre Dramàtic Nacional (1978), però el Ministeri no tenia les capacitats ni legislatives, ni organitzatives, per afrontar els problemes estructurals de la cultura.
Quin paper havia de tenir el Ministeri de Cultura? La Constitució Espanyola de 1978 establia la concurrència entre totes les administracions públiques com la forma per gestionar la cultura. Aquest nou marc de relació i col·laboració no es podia assumir fàcilment en un ministeri acostumat a uns determinats "tics" de caràcter molt centralista (que, entre altres qüestions van "heretar" un conjunt de funcionaris procedents d'altres organismes oficials que o bé havien desaparegut o s'havien buidat de contingut), amb unes comunitats autònomes que iniciaven el seu procés de desplegament, per cert, amb un significatiu volum de competències transferides en cultura, i amb uns ajuntaments que, històricament, eren menystinguts per l'administració central. En resum: s'havia iniciat un procés de descentralització en el qual els municipis introduïen les dinàmiques més actives i les autonomies bastien les seves estructures d'autogovern, i generaven un bon nombre de conflictes entre l'Estat central i les autonomies, sobretot al País Basc i Catalunya, que moltes vegades veien "atropellades" les seves competències.

## Govern González
Una segona fase (1982-1996) s'obre amb la victòria del PSOE el 1982. Un dels primers objectius fixats va ser la transformació i reorganització del Ministeri, per tal que respongués a les noves realitats legislatives i territorials. Així l'any 1985 es creava la Direcció General de Cooperació Cultural (avui Subdirecció), per tal de potenciar la coordinació i l'intercanvi d'informació amb les comunitats autònomes. El Ministeri va fixar, també, un seguit d'inversions i nous projectes que van donar lloc a equipaments de referència com el Museu Reina Sofia, el Museu Thyssen-Bornemisza, o un nou impuls als museus ja existents, com el Museu del Prado. Una altra línia d'actuació del Ministeri fou la col·laboració amb les comunitats autònomes, signant els primers acords per a la restauració, conservació i difusió del patrimoni històric i cultural, la posada en marxa del pla de construcció d'auditoris i el pla de rehabilitació de teatres, les primeres polítiques de sosteniment del cinema, la llei de la propietat intel·lectual i la implementació de l'1% cultural, van significar, amb més o menys intensitat, alguns dels passos del que havia de ser una política de cooperació cultural amb les comunitats autònomes.

## Govern Aznar
Una nova fase (1996-2004) s'obre amb la victòria del Partit Popular. Quins trets diferencials es podrien establir en relació amb l'etapa anterior? Quin paper hi tindria la cultura? Com fer creïble les paraules del discurs d'investidura del president José María Aznar López, que posava l'èmfasi sobre la importància del fet cultural i la desaparició del Ministeri de Cultura, per convertir-lo en una Secretaria d'Estat del Ministeri d'Educació? La qüestió primordial era com conjugar un discurs liberal en un sector com el cultural fortament dependent dels poders públics. Durant aquests anys els sectors del cinema, del llibre, del patrimoni, de les arts escèniques, van experimentar canvis mínims. La coordinació amb les comunitats autònomes va continuar essent fràgil. On es van experimentar més canvis va ser en la projecció exterior de la cultura, que es va articular com un objectiu de caràcter interdepartamental, per exemple amb una major presència i projecció de l'Institut Cervantes i amb un augment de les inversions en les grans institucions culturals de l'Estat a Madrid (Museu del Prado, Reina Sofía, etc.).
Es pot concloure que la política cultural durant aquest període ha mantingut molts trets de continuïtat: l'estructura orgànica de la Secretaria d'Estat de Cultura va experimentar molt poques variacions, els pressupostos es van mantenir en termes comparatius, pràcticament al mateix nivell i es va consolidar una política de continuïtat en relació amb molts projectes. La gran part dels "xocs" del govern amb els actors de la cultura no van ser conseqüència de la mateixa política cultural, sinó de la política general, especialment l'exterior dels governs.

## Posterioritat
Durant el període 2004 i 2009 se separaren, novament, el Ministeri de Cultura del d'Educació. Els pressupostos experimenten una lleugera pujada sobre el nivell d'inflació, el sector de l'audiovisual experimenta transformacions pels canvis tecnològics i legislatius. S'intenta, a través de la FEMP, establir uns majors i millors canals de col·laboració amb el món local i autonòmic, fent més palesa la presència del Ministeri de Cultura (en pressupostos i en els òrgans de direcció i representació) en molts dels grans equipaments culturals i artístic del conjunt d'Espanya.

## Funcions
Aquest ministeri actualment té les competències de cultura, però al llarg de la seva història ha rebut diferents denominacions, com Ministeri de Cultura i Benestar (1977-1982), o ha estat integrat en altres ministeris, fusionant-se amb el Ministeri d'Educació i esdevenint Ministeri d'Educació i Cultura (1996-2000) i Ministeri d'Educació, Cultura i Esports (2000-2004). Des de l'any 2004 és denominat Ministeri de Cultura, i en la formació del govern de 2008 les seves competències en esports foren transferides al Ministeri d'Educació, Política Social i Esports. En la modificació realitzada per José Luis Rodríguez Zapatero el 7 d'abril de 2009 les competències en esports passaren directament al Gabinet de Presidència.

## Estructura orgànica
- Sotssecretaria de Cultura 
  - Secretaria General Tècnica
  - Direcció General de Belles Arts i Béns Culturals
  - Direcció General del Llibre, Arxius i Biblioteques
  - Direcció General de Cooperació i Comunicació Cultural
  - Museu Nacional Centre d'Art Reina Sofia
  - Biblioteca Nacional
  - Institut Nacional de les Arts Escèniques i de la Música
  - Institut de la Cinematografia i de les Arts Audiovisuals
  - Gerència d'Infraestructures i Equipaments de Cultura
- Museu Nacional del Prado

## Llista de ministres
| #                                                   | Legislatura        | Presidència del Consell de Ministres | Nom                    | Nom                             | Inici mandat                                                             | Fi mandat                         | Partit polític                       | Partit polític                       |
| --------------------------------------------------- | ------------------ | ------------------------------------ | ---------------------- | ------------------------------- | ------------------------------------------------------------------------ | --------------------------------- | ------------------------------------ | ------------------------------------ |
| Ministeri de Cultura i Benestar (1977-1982)         |                    |                                      |                        |                                 |                                                                          |                                   |                                      |                                      |
| 1                                                   | Constituent        | Adolfo Suárez González               |                        | Pío Cabanillas Gallas           | 4 de juliol de 1977                                                      | 6 d'abril de 1979                 |                                      | Unió de Centre Democràtic            |
| 2                                                   | I                  | Adolfo Suárez González               |                        | Manuel Clavero Arévalo          | 6 d'abril de 1979                                                        | 17 de gener de 1980               |                                      | Unió de Centre Democràtic            |
| 3                                                   | I                  | Adolfo Suárez González               |                        | Ricardo de la Cierva y de Hoces | 17 de gener de 1980                                                      | 9 de setembre de 1980             |                                      | Unió de Centre Democràtic            |
| 4                                                   | I                  | Leopoldo Calvo-Sotelo Bustelo        |                        | Íñigo Cavero Lataillade         | 9 de setembre de 1980                                                    | 2 de desembre de 1981             |                                      | Unió de Centre Democràtic            |
| 5                                                   | I                  | Leopoldo Calvo-Sotelo Bustelo        |                        | Soledad Becerril Bustamante     | 2 de desembre de 1981                                                    | 2 de desembre de 1982             |                                      | Unió de Centre Democràtic            |
| Ministeri de Cultura (1986-1996)                    |                    |                                      |                        |                                 |                                                                          |                                   |                                      |                                      |
| 6                                                   | II                 | Felipe González Márquez              |                        | Javier Solana Madariaga         | 2 de desembre de 1982                                                    | 12 de juliol de 1988              |                                      | Partit Socialista Obrer Espanyol     |
| 6                                                   | III                | Felipe González Márquez              |                        | Javier Solana Madariaga         | 2 de desembre de 1982                                                    | 12 de juliol de 1988              |                                      | Partit Socialista Obrer Espanyol     |
| 7                                                   |                    | Felipe González Márquez              | Jorge Semprún Maura    | 12 de juliol de 1988            | 12 de març de 1991                                                       |                                   |                                      | Partit Socialista Obrer Espanyol     |
| 7                                                   | IV                 | Felipe González Márquez              | Jorge Semprún Maura    | 12 de juliol de 1988            | 12 de març de 1991                                                       |                                   |                                      | Partit Socialista Obrer Espanyol     |
| 8                                                   |                    | Felipe González Márquez              | Jordi Solé Tura        | 12 de març de 1991              | 13 de juliol de 1993                                                     |                                   | Partit dels Socialistes de Catalunya |                                      |
| 9                                                   | V                  | Felipe González Márquez              |                        | Carmen Alborch Bataller         | 14 de juliol de 1993                                                     | 5 de maig de 1996                 |                                      | Independent (Govern del PSOE)        |
| Ministeri d'Educació i Cultura (1996-2000)          |                    |                                      |                        |                                 |                                                                          |                                   |                                      |                                      |
| 10                                                  | VI                 | José María Aznar López               |                        | Esperanza Aguirre Gil de Biedma | 6 de maig de 1996                                                        | 20 de gener de 1999               |                                      | Partit Popular                       |
| 11                                                  | VI                 | José María Aznar López               |                        | Mariano Rajoy Brey              | 20 de gener de 1999                                                      | 27 d'abril de 2000                |                                      | Partit Popular                       |
| Ministeri d'Educació, Cultura i Esports (2000-2004) |                    |                                      |                        |                                 |                                                                          |                                   |                                      |                                      |
| 12                                                  | VII                | José María Aznar López               |                        | Pilar del Castillo Vera         | 6 de maig de 1996                                                        | 20 de gener de 1999               |                                      | Partit Popular                       |
| Ministeri de Cultura (2004-2012)                    |                    |                                      |                        |                                 |                                                                          |                                   |                                      |                                      |
| 13                                                  | VIII               | José Luis Rodríguez Zapatero         |                        | Carmen Calvo Poyato             | 18 d'abril de 2004                                                       | 6 de juliol de 2007               |                                      | Partit Socialista Obrer Espanyol     |
| 14                                                  | VIII               | José Luis Rodríguez Zapatero         |                        | César Antonio Molina Sánchez    | 6 de juliol de 2007                                                      | 7 d'abril de 2009                 |                                      | Partit Socialista Obrer Espanyol     |
| 14                                                  | IX                 | José Luis Rodríguez Zapatero         |                        | César Antonio Molina Sánchez    | 6 de juliol de 2007                                                      | 7 d'abril de 2009                 |                                      | Partit Socialista Obrer Espanyol     |
| 15                                                  |                    | José Luis Rodríguez Zapatero         | Ángeles González Sinde | 7 d'abril de 2009               | 22 de desembre de 2011                                                   |                                   | Independent (Govern del PSOE)        |                                      |
| Ministeri d'Educació, Cultura i Esports (2012-2018) |                    |                                      |                        |                                 |                                                                          |                                   |                                      |                                      |
| 16                                                  | X                  | Mariano Rajoy Brey                   |                        | José Ignacio Wert Ortega        | 22 de desembre de 2011                                                   | 25 de juny de 2015                |                                      | Partit Popular                       |
| 17                                                  | X                  | Mariano Rajoy Brey                   |                        | Íñigo Méndez de Vigo Montojo    | 25 de juny de 2015 (en funcions) Nomenat de nou el 4 de novembre de 2016 | 7 de juny de 2018                 |                                      | Partit Popular                       |
| 17                                                  | XI (en funcions)   | Mariano Rajoy Brey                   |                        | Íñigo Méndez de Vigo Montojo    | 25 de juny de 2015 (en funcions) Nomenat de nou el 4 de novembre de 2016 | 7 de juny de 2018                 |                                      | Partit Popular                       |
| 17                                                  | XII                | Mariano Rajoy Brey                   |                        | Íñigo Méndez de Vigo Montojo    | 25 de juny de 2015 (en funcions) Nomenat de nou el 4 de novembre de 2016 | 7 de juny de 2018                 |                                      | Partit Popular                       |
| Ministeri de Cultura i Esport (2018-)               |                    | Mariano Rajoy Brey                   |                        |                                 |                                                                          |                                   |                                      | Partit Popular                       |
| 18                                                  | XII                | Pedro Sánchez Pérez-Castejón         |                        | Màxim Huerta Hernández          | 6 de juny de 2018                                                        | 13 de juny de 2018                |                                      | Independent (Govern del PSOE)        |
| 19                                                  | XII                | Pedro Sánchez Pérez-Castejón         |                        | José Guirao Cabrera             | 14 de juny de 2018 (en funcions des del 20 de maig de 2019)              | 13 de gener de 2020 (en funcions) |                                      | Partit Socialista Obrer Espanyol     |
| 19                                                  | XIII (en funcions) | Pedro Sánchez Pérez-Castejón         |                        | José Guirao Cabrera             | 14 de juny de 2018 (en funcions des del 20 de maig de 2019)              | 13 de gener de 2020 (en funcions) |                                      | Partit Socialista Obrer Espanyol     |
| 20                                                  | XIV                | Pedro Sánchez Pérez-Castejón         |                        | José Manuel Rodríguez Uribes    | 13 de gener de 2020                                                      | 12 de juliol de 2021              |                                      | Partit Socialista Obrer Espanyol     |
| 21                                                  | XIV                | Pedro Sánchez Pérez-Castejón         |                        | Miquel Iceta i Llorens          | 12 de juliol de 2021                                                     | en el càrrec                      |                                      | Partit dels Socialistes de Catalunya |

## Museus del ministeri
Al territori espanyol hi ha 16 museus de gestió exclusiva de la Direcció General de Belles Arts i Béns Culturals del Ministeri de
Cultura: Museu del Greco, Museu Casa de Cervantes, Museu Arqueològic Nacional d'Espanya,
Museu Cerralbo, Museu d'Altamira, Museu d'Amèrica, Museu del Vestit, Museu Nacional d'Escultura, Museu Nacional d'Antropologia, Museu Nacional d'Art Romà, Museu Nacional d'Arts Decoratives, Museu Nacional de Ceràmica i Arts Sumptuàries González Martí, Museu Nacional del Romanticisme, Museu Nacional d'Arqueologia Subaquàtica, Museu Sefardí i el Museu Sorolla.